# Alexey Brodovich
Alexey Brodovich/Brodovitch (1898-1971) foi um imigrante russo e designer gráfico que trabalhou em Paris e nos Estados Unidos da América. Ele viria a ser um dos mais importantes editores de arte da revista Harper's Bazaar. É considerado um dos mais importantes designers da história do design gráfico do século XX.